# Lamellocolea
Lamellocolea es un género de musgos hepáticas perteneciente a la familia Geocalycaceae. Comprende 3 especies descritas y de estas, solo 2 aceptadas.

## Taxonomía
El género fue descrito por John Jay Engel  y publicado en Journal of the Hattori Botanical Laboratory 70: 65. 1991.  La [èspecie tipo]] es: Lamellocolea granditexta (Stephani) J.J. Engel

## Especies aceptadas
A continuación se brinda un listado de las especies del género Lamellocolea aceptadas hasta marzo de 2015, ordenadas alfabéticamente. Para cada una se indica el nombre binomial seguido del autor, abreviado según las convenciones y usos.	
- Lamellocolea granditexta (Stephani) J.J. Engel
- Lamellocolea integrostia J.J. Engel & Glenny